# James Gray
James Gray (New York, 14 aprile 1969) è un regista, sceneggiatore e produttore cinematografico statunitense.

## Biografia
Di famiglia ebrea ucraina, cresce nel quartiere del Queens, a New York, e studia alla School of Cinematic Arts della University of Southern California. Esordisce nel 1994, a soli 25 anni, con il noir Little Odessa, riuscendo a mettere insieme un cast d'eccezione per un'opera prima di un autore sconosciuto: Tim Roth, Vanessa Redgrave, Maximilian Schell e Edward Furlong. Il film, presentato in concorso alla Mostra internazionale d'arte cinematografica di Venezia, vince il Leone d'argento - Premio speciale per la regia e la Coppa Volpi per la miglior attrice non protagonista e permette al giovane regista di guadagnarsi la fama di nuovo "wonder boy" del cinema americano e di essere paragonato addirittura a Martin Scorsese.
Malgrado questo successo, Gray fatica a realizzare il suo progetto successivo, e rifiuta diverse proposte degli studios per portare avanti la propria idea di cinema. Si devono attendere sei anni per vedere la sua opera seconda, prodotta dalla Miramax, The Yards: il film, presentato in concorso al Festival di Cannes, pur vantando un altro cast di assoluto rilievo (Mark Wahlberg, Joaquin Phoenix, Charlize Theron, James Caan, Faye Dunaway e Ellen Burstyn) e un budget decuplicato rispetto a Little Odessa, non riesce però a ripetere l'exploit dell'esordio.
Nel 2007 Gray realizza il suo terzo film, I padroni della notte, di nuovo presentato in concorso a Cannes ed interpretato da Wahlberg e Phoenix, stavolta anche produttori del film. Nel cast sono presenti anche Robert Duvall ed Eva Mendes. Con il successivo Two Lovers, nel 2008, cambia radicalmente genere, passando dal noir metropolitano dei suoi primi tre lavori al dramma sentimentale, ispirato a Dostoevskij, scegliendo ancora come protagonista Phoenix, oltre a Gwyneth Paltrow. Del 2013 è C'era una volta a New York, interpretato nuovamente da Phoenix, questa volta al fianco di Marion Cotillard.

## Filmografia

### Regista e sceneggiatore
- Little Odessa (1994)
- The Yards (2000)
- I padroni della notte (We Own the Night) (2007)
- Two Lovers (2008)
- C'era una volta a New York (The Immigrant) (2013)
- Civiltà perduta (The Lost City of Z) (2016)
- Ad Astra (2019)
- Armageddon Time - Il tempo dell'apocalisse (Armageddon Time) (2022)

### Sceneggiatore
- Blood Ties - La legge del sangue (Blood Ties), regia di Guillaume Canet (2013)

### Produttore
- Two Lovers, regia di James Gray (2008)
- C'era una volta a New York (The Immigrant), regia di James Gray (2013)
- Blood Ties - La legge del sangue (Blood Ties), regia di Guillaume Canet (2013)
- Ad Astra, regia di James Gray (2019)

## Riconoscimenti
- Festival di Cannes
  - 2000 – In concorso per la Palma d'oro con The Yards
  - 2007 – In concorso per la Palma d'oro con I padroni della notte
  - 2013 – In concorso per la Palma d'oro con C'era una volta a New York
  - 2022 – In concorso per la Palma d'oro con Armageddon Time - Il tempo dell'apocalisse
- Mostra del cinema di Venezia
  - 1994 – In concorso per il Leone d'oro con Little Odessa
  - 1994 – Leone d'argento - Premio speciale per la regia per Little Odessa (ex aequo con Peter Jackson per Creature del cielo e Carlo Mazzacurati per Il toro)
  - 2019 – In concorso per il Leone d'oro con Ad Astra